# Eugène Fürst
'Eugène Fürst' est un cultivar de rosier obtenu en 1875 par les rosiéristes luxembourgeois Soupert et Notting. Il est issu de 'Baron de Bonstetten' (Liabaud, 1871) et d'un semis non révélé au public. Eugène Fürst (1822-1877) était un propriétaire terrien féru de théories agrariennes et grand amateur de roses qui dirigea son entreprise familiale à Frauendorf en Allemagne. Il publia les Vereinigte Frauendorfer Blätter. Il était président de la Praktische Gartenbaugesellschaft (Société de jardinage pratique) établie à Frauendorf et fondée par son père Johann Evangelist Fürst (1784-1846). 

## Description
Ce rosier hybride remontant présente de moyennes ou grandes fleurs rouge foncé cramoisi aux nuances pourpre brillant. Elles sont pleines, en forme de coupe (26-40 pétales), et fortement parfumées. La floraison s'étale pendant toute la saison.
Son buisson est érigé et s'élève jusqu'à 150 cm pour une envergure de 90 cm.
Sa zone de rusticité est de 6b à 9b ; il résiste donc aux froids de l'hiver. Il doit être traité contre le mildiou et nécessite une taille en hiver.

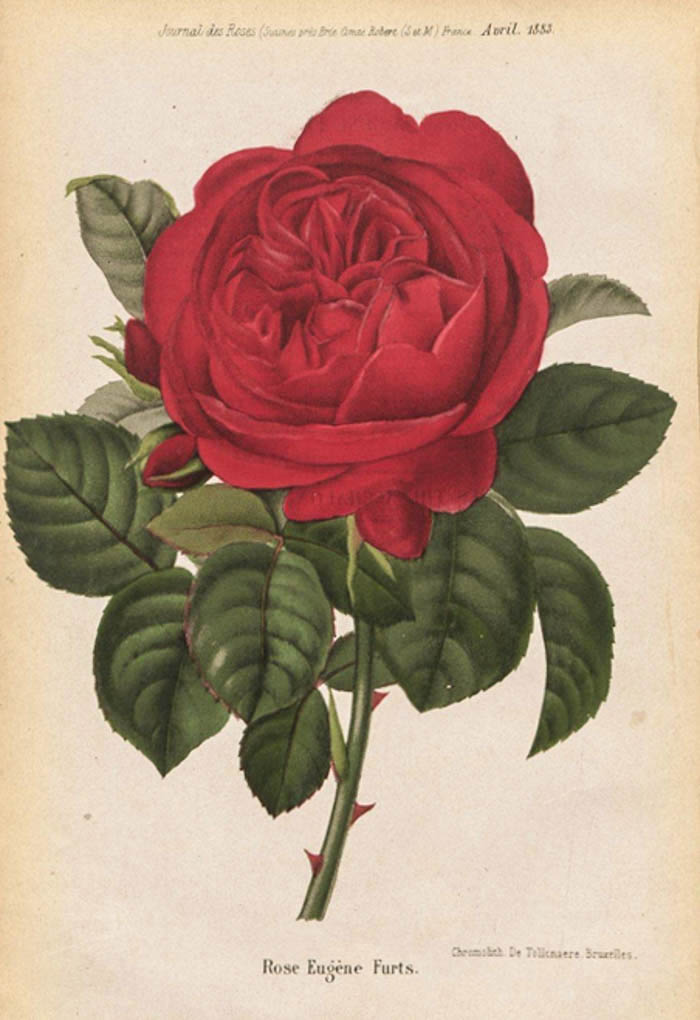
Rose 'Eugène Fürst', illustration du Journal des roses (avril 1883).

## Descendance
'Eugène Fürst' a donné naissance  à plusieurs variétés dont 'Capitaine Jouen' (Boutigny, 1900) et 'Château de Clos-Vougeot' (Pernet-Ducher, 1908), ainsi qu'à une mutation 'Baron Girod de l'Ain' (Reverchon, 1897),